# Der Baron auf den Bäumen
Der Baron auf den Bäumen (italienischer Originaltitel Il barone rampante) ist ein Roman des italienischen Schriftstellers Italo Calvino, der 1957 beim Verlag Einaudi veröffentlicht wurde. Auf Deutsch erschien der Roman erstmals 1960 in der Übersetzung durch Oswalt von Nostitz beim S. Fischer Verlag in Frankfurt am Main. Zusammen mit Der geteilte Visconte (1952) und Der Ritter, den es nicht gab (1959) bildet Der Baron auf den Bäumen Calvinos Trilogie „Unsere Vorfahren“.

## Handlung
Die Lebensgeschichte des Barons auf den Bäumen, namentlich Cosimo Piovasco di Rondò, wird von seinem vier Jahre jüngeren Bruder Biagio erzählt. Die Brüder kommen aus einer niederen Adelsfamilie in Ligurien, die über das kleine, dicht bewaldete Dorf Ombrosa nahe der Mittelmeerküste herrschen. Am 15. Juni 1767 weigert sich der zwölfjährige Cosimo, das von seiner älteren Schwester Battista zubereitete Mittagessen – ein ekelhaftes Schneckengericht – anzunehmen, was ihm den Ärger seines Vaters einbringt. Daraufhin erhebt sich Cosimo von der Familientafel und besteigt eine Steineiche, über deren Geäst er aufgrund der dichten Bewaldung auch die Kronen vieler anderer Bäume der näheren Umgebung erreichen kann.
Bis zu seinem Tod über 50 Jahre später wird er die Baumwipfel nicht mehr verlassen, obwohl seine Familie den Aufenthalt dort oben zunächst als nur vorübergehend betrachtet und ihn anfangs auch gewaltsam von den Bäumen zu bekommen versucht. Cosimo richtet sich dort häuslich ein, tauscht den Dreispitz gegen eine Mütze aus dem Fell einer erlegten Wildkatze und sorgt für eine Wasserleitung, Feuerstellen sowie eine üppige ausgestattete Bibliothek. Von den Baumwipfeln aus wohnt der junge Baron der Hochzeit seiner Schwester, der Beerdigung seines Vaters wie auch zahlreichen dörflichen Veranstaltungen bei, steht im Dialog mit Bauern und Pächtern und freundet sich gar mit dem berüchtigten Räuber Gian dei Brughi an. Er kämpft mit jugendlichen Obstdieben und Jesuiten, trifft auf – vorübergehend ebenfalls auf Bäumen lebende – verbannte spanische Adelige und beobachtet die krummen Geschäfte seines exzentrischen Onkels Enea Silvio Carrega mit algerischen Piraten, die diesen letztlich das Leben kosten. Im Laufe der Zeit beschäftigt er sich mit Voltaire und anderen Philosophen, korrespondiert mit diesen und knüpft auch Verbindungen zu Freimaurern. Im Zuge der Koalitionskriege kämpft Cosimo schließlich gegen österreichische Truppen, bekommt sogar Besuch von Napoleon Bonaparte, der von dem Baron auf den Bäumen gehört hatte, und trifft verwundete Kriegsheimkehrer. Turbulent verläuft auch Cosimos Liebesleben, das neben zahlreichen Amouren mit Frauen der Umgebung hauptsächlich von einer wechselhaften und immer wieder unterbrochenen Beziehung mit der schönen, aber launischen Adeligen Viola geprägt ist. Sie, die von zahlreichen Männern verehrt wird, fühlt sich stark zu Cosimo hingezogen, will aber nicht langfristig sein Leben auf den Bäumen teilen.
Als Cosimo in den Jahren schwächer wird und schließlich im Sterben liegt, ergreift er das Seil einer zufällig vorbeischwebenden Montgolfière. Sein Leichnam wird nicht gefunden, offenbar ist er von dem Heißluftballon in das nahegelegene Meer gefallen, ohne nochmals wieder seinen Fuß auf den Boden gesetzt zu haben. Am Ende resümiert der Erzähler, dass das alte Ombrosa verschwunden und die einst von dichtem Baumwuchs geprägte Gegend nunmehr stark gerodet sei.

## Rezeption
Neben Wenn ein Reisender in einer Winternacht (1979) ist Der Baron in den Bäumen Calvinos kommerziell erfolgreichstes Werk. Der Roman wird als Beispiel für die Conte philosophique gesehen, ein fiktionales Werk, das sich stark mit Philosophie auseinandersetzt. So diente Candide oder der Optimismus von Voltaire, dessen Name auch mehrmals im Roman fällt, als Inspiration für Calvino.
Carol King schreibt in ihrer Buchrezension: „Auch der zweite Roman aus Italo Calvinos Trilogie Unsere Vorfahren erkundet auf witzig-geistreiche Weise das Wesen der Ritterlichkeit, dieses Mal im Hinblick auf die Rolle des Individuums in der Gesellschaft und die Natur des Schicksals. Calvino trat 1957 aus der Kommunistischen Partei Italiens aus, und diese Geschichte spiegelt auch seine Außenseiterrolle. […] Das Buch ist eine Geschichte über die Entfremdung von der Gesellschaft, eine Abwägung der Pros und Kontras einer intellektuellen, asketischen Lebensweise, aber es ist auch ein wunderbar geschriebenes, modernes Märchen.“
Peter Burri schreibt in der Zeit: Calvino tändelt souverän mit Geschichte, um Geschichten zu versprühen. Er hängt den Untergang einer überlebten ländlichen Dynastie mit ihrem ganzen Personal von schrägen Figuren an einen radikalen Aussteiger, der sich schließlich, immer noch Baron, aber längst Affe, in Luft auflöst. Vorher hat er noch mit Diderot korrespondiert und … einen Traktat verfasst: «Entwurf einer Verfassung für ein republikanisches Staatswesen …».
Das italienische Motorsportteam Il Barone Rampante benannte sich nach dem Titel des Romans.

## Referenzen
Der Baron auf den Bäumen ist in dem literarischen Nachschlagewerk 1001 Kinder- und Jugendbücher – Lies uns, bevor Du erwachsen bist! für die Altersstufe 12+ Jahre enthalten.

## Ausgaben
- Il barone rampante. Giulio Einaudi editore, Turin 1957 (italienisch).
- Der Baron auf den Bäumen. S. Fischer, Frankfurt am Main 1960.

## Adaptionen

### Kinderbuchfassung
Bereits 1961 veröffentlichte Calvino eine für Kinder ausgelegte Fassung seines Romans, in der er unter anderem die erotischeren Stellen sowie das Altern Cosimos ausließ. Im Deutschen erschien Calvinos Fassung für Kinder 1993 beim Verlag Ravensburger mit Illustrationen von Rotraut Susanne Berner.

### Weitere Adaptionen
Nach einem Buch von Thomas Fritz entstand 1998 beim SWR unter Regie von Stefan Dutt eine Hörspielfassung.